# Bekchan Salawdinowitsch Goigerejew
Bekchan Salawdinowitsch Goigerejew (russisch Бекхан Салавдинович Гойгереев; * 22. Mai 1987) ist ein tschetschenischer Ringer. Er wurde 2013 in Budapest Weltmeister im freien Stil im Federgewicht.

## Werdegang
Bekchan Goigerejev ist tschetschenischer Herkunft. Er begann als Jugendlicher mit dem Ringen, konnte aber erst als über 20-jähriger in die Spitzenklasse der russischen Ringer vordringen. Er ist Student und trainiert in Chassawjurt in der Sportschule seines Trainers W. I. Irbachanow. Sein erster Trainer war Olchosur Mintulajew. Er konzentriert sich auf den freien Stil und ringt bei einer Größe von 1,70 Metern im Federgewicht, der Gewichtsklasse bis 60 kg Körpergewicht.
Auf der internationalen Ringermatte erschien er erstmals im Jahre 2011, als er bei einigen renommierten Turnieren gute Ergebnisse erzielte. Im April 2013 überraschte er bei der russischen Meisterschaft. Er siegte vor Timur Pesterew und den international sehr erfolgreichen Bessik Kuduchow und Opan Sat, nachdem er vorher bei dieser Meisterschaft auch nur eine Medaille gewonnen hatte. Im Juli 2013 wurde er dann, gewissermaßen zur Generalprobe, bei der Universiade in Kasan eingesetzt. Er siegte auch dort im Federgewicht vor Ehsanpour Behnam aus dem Iran, Hacı Əliyev aus Aserbaidschan und Wassil Schuptar aus der Ukraine. 
Im September 2013 startete er dann bei der Weltmeisterschaft in Budapest. Er konnte dort das in ihn gesetzte Vertrauen voll rechtfertigen, denn er holte sich mit sechs Siegen in überlegenem Stil den Weltmeistertitel. Die Ringer, die er dabei besiegte, waren der Reihe nach Brandon Disair Diaz Ramirez, Mexiko, Andrei Perpeliță, Moldawien, Franklin Gómez Matos, Puerto Rico, Artur Arakeljan, Armenien, Masoud Esmailpouraouybari, Iran und im Finale Wladimir Dubow, Bulgarien. Auffällig war dabei seine enorme körperliche Stärke, gepaart mit einem soliden technischen Können.
Im Januar 2014 unterlag Bekchan Goigerejew im Finale des "Iwan-Yarigin"-Memorials in Krasnojarsk in der neuen Gewichtsklasse bis 61 kg gegen den Olympiasieger von 2012 im Bantamgewicht Dschamal Otarsultanow nach Punkten. Er wurde vom russischen Ringerverband trotzdem bei der Europameisterschaft dieses Jahres in Vantaa/Finnland eingesetzt und startete in der neuen Gewichtsklasse bis 61 kg Körpergewicht. Er siegte dort über Krzysztof Bienkowski, Polen, Jasin Redjalari, Makedonien und Andrei Perpeliță, Moldawien und stand damit im Finale dem Aserbaidschaner Hacı Əliyev gegenüber, gegen den er durch eine überraschend deutliche Punktniederlage (5:12 Punkte) verlor. Er musste sich deshalb mit der EM-Silbermedaille begnügen.

## Internationale Erfolge
| Jahr | Platz | Wettbewerb                                       | Gewichtsklasse | Ergebnisse |
| 2011 | 2.    | "Alexander-Medwed"-Preis in Minsk                | Feder          | hinter Shawn Bunch, USA, vor Aljaksandr Kantojeu, Weißrussland und Wassil Schuptar, Ukraine |
| 2011 | 3.    | "Ali-Alijew"-Memorial in Kaspisk                 | Feder          | hinter Albert Kairchanow und Wiktor Zindimejew, beide Russland |
| 2012 | 17.   | Intern. Turnier in Kiew                          | Feder          | Sieger: Ewgeni Chawilow vor Wassyl Fedoryschyn, beide Ukraine |
| 2012 | 8.    | Golden-Grand-Prix in Baku                        | Feder          | Sieger: Hacı Əliyev, vor Agahüseyin Mustafajew, beide Aserbaidschan |
| 2012 | 3.    | Intercontinental-Cup in Chassawjurt              | Feder          | hinter Opan Sat, Russland und Lasha Lomtadse, Georgien |
| 2013 | 1.    | Universiade in Kasan                             | Feder          | vor Ehsanpour Behnam, Iran, Hacı Əliyev und Wassil Schuptar |
| 2013 | 1.    | WM in Budapest                                   | Feder          | nach Siegen über Bandon Disair Diaz Ramirez, Mexiko, Andrei Perpeliță, Moldawien, Franklin Gomez Matos, Puerto Rico, Artur Arakeljan, Armenien, Masoud Esmailpourjouybari, Iran und Wladimir Dubow, Bulgarien |
| 2014 | 2.    | "Iwan-Yarigin"-Memorial in Krasnojarsk           | bis 61 kg      | hinter Dschamal Otarsultanow, vor Murschid Mutalimow und Murad Muchadijew, alle Russland |
| 2014 | 2.    | EM in Vantaa/Finnland                            | bis 61 kg      | nach Siegen über Krzysztof Bienkowski, Polen, Jasin Redjalari, Makedonien und Andrei Perpeliță, Moldawien und einer Niederlage gegen Hacı Əliyev, Aserbaidschan                                               |
| 2014 | 2.    | "Wacław-Ziółkowski"-Memorial in Dąbrowa Górnicza | bis 61 kg      | hinter Alexander Bogomojew, vor Viktor Lebedew, beide Russland und Münir Recep Aktas, Türkei |

## Russische Meisterschaften
| Jahr | Platz | Gewichtsklasse | Ergebnisse                                                                       |
| 2013 | 1.    | Feder          | vor Timur Pesterew, Bessik Kuduchow und Opan Sat                                 |
| 2014 | 3.    | bis 61 kg      | hinter Alexander Bogomojew und Jegor Ponomarjow, gemeinsam mit Murad Nuchkadijew |

Erläuterungen
- alle Wettkämpfe im freien Stil
- WM = Weltmeisterschaft, EM = Europameisterschaft
- Federgewicht, Gewichtsklasse bis 60 kg Körpergewicht (bis 31. Dezember 2013, seit 1. Januar 2014 gilt eine neue Gewichtsklasseneinteilung durch die FILA)